# Viggo Rivad
Viggo Reinholdt Rivad (3. července 1922 – 8. února 2016) byl dánský fotograf, který začínal jako autodidakt v roce 1946 a v 50. a 60. letech vyhrál řadu soutěží. Kolem roku 1960 přijal svůj takzvaný „esejistický přístup“, jehož výsledkem byla řada souvisejících fotografií, jako jsou Et farvel (1962) a Laurits (1971). Rivad, který se živil i jako taxikář, byl tichý, oddaný fotograf, soustředil se na znevýhodněné oblasti a lidi na okraji společnosti. Jeho humanitární poselství bylo výsledkem jeho rozhořčení a starostí o vyvržence společnosti.
Rivad zemřel v Kodani 8. února 2016 ve věku 93 let.

## Raný život
Rivad byl vychován v Nørrebro, jedné z chudších čtvrtí v Kodani. Než začal ve 40. letech fotografovat kodaňské kavárny a noční život, měl řadu zaměstnání a pokoušel se stát závodním cyklistou i malířem. V 50. letech si svými fotografiemi pařížských a barcelonských slumů vybudoval pověst předního dánského humanitárního fotografického dokumentaristy.

## Fotografická kariéra
V roce 1946, ve věku 24 let, Rivad publikoval dvě fotografie v dánském časopise Focus. Vypadaly jako fotografie z filmu. Jeden z nich s názvem Paříž v Kodani byl pořízen vedle Knippelsbro v Kodani, přičemž fotograf působil jako model. Jeho zdánlivě spontánní snímky, často přihlašované do novinových soutěží, byly často pečlivě předem připravené kompozice navržené tak, aby sdělovaly jasné poselství. Tento přístup byl velmi odlišný od přístupu většiny amatérských fotografií té doby.
Rivad vytvářel fotografické eseje, dokumentární dílo často ve formě série fotografií. Byl inspirován sérií, kterou viděl ve fotoknihách, Paris Match a Life, a také výstavou Family of Man z roku 1957 v Kodani. Jeho technika často spočívala v tom, že začínal s několika spíše tlumenými obrazy, které vedly ke stále silnějším a napínavějším, před konečným vyvrcholením. Často měnil chronologické řazení, takže jeho obrázky nebyly ani tak „obrazy příběhu“, jako „příběh v obrazech“. Esejistický přístup mu také umožnil proniknout hlouběji do daného tématu.
Sekvence Et Farvel (A Goodbye, 1962) byla jeho průlomem. Sleduje v něm starší ženu, která se stará o svého manžela ležícího na smrtelné posteli, a poté opouští nemocnici. Série byla publikována v dánském časopise Focus v roce 1963. Esej se skládala pouze ze tří fotografií, ale mezery a pauzy mezi nimi byly stejně sugestivní jako obrázky samotné. „Patří mezi nejpoutavější dánské amatérské fotografie, jaké kdy byly pořízeny,“ zněl komentář časopisu.
Byly to jeho sympatie k těm méně majetným ve společnosti, které ho inspirovaly ke skládání esejů jako Fru Svendsen (Mrs. Svendsen, 1963), Franskmanden (Francouz, 1963) a En Barberstue (Holičství, 1969). Na rozdíl od zpráv z vysoké společnosti v týdenících jeho eseje ukázaly, že lze vyprávět příběhy o nejobyčejnějších lidech společnosti.
V roce 1969 ho kulturní skupina M59 pozvala, aby vystavoval, čímž ukázal, že fotografie se stala uměním. O to více doceněno bylo jeho dílo na konci 60. let, kdy rostl zájem o dělnickou třídu a znevýhodněné členy společnosti. V roce 1972 byl Rivadův seriál o okupaci kodaňské čtvrti Fredensgården typický pro dobu, kdy se více pozornosti věnovalo demonstrantům a těm, kteří byli zasaženi konflikty, než zúčastněným politikům. Série byla publikována v 8 Skildinger, který vyšel v roce 1975.
Během své kariéry Rivad produkoval fotografické série o Španělsku, Maroku, Izraeli, Mexiku, Benátkách, Sahaře, Sovětském svazu, Osvětimi, Číně, Jemenu, Střední Asii, Venezuele, Etiopii, Tunisu, Egyptě, Vietnamu, Laosu, Kubě a Dánsku.

## Ocenění
- 1974: Viggo Rivad byl prvním fotografem, kterému byl udělen tříletý pracovní grant od Dánské umělecké agentury
- 1985: medaile Thorvalda Bindesbølla[5]
- 2004: Fogtdal Photographers Award